# Роторуа
Роторуа (на английски: Rotorua) е град в Нова Зеландия.

## География
Градът е разположен в североизточния край на Северния остров на Нова Зеландия в района с най-силна геотермална активност е света. Тук на всяка крачка се срещат горещи извори, гейзери, езера с буйно бълбукаща кал, земни пукнатини, от които със свистене се издига пара. Бликащата от земните недра гореща вода мирише силно на сяра и затова наричат Роторуа "Земята на сярата". Население около 68 200 жители (2009).

## История
Името на града Роторуа е дума от езика на маорите, съставена от две думи Рото (езеро) Руа (две), т. е. Две езера. Основан е през 19 век.

## Личности
Родени
- Джийн Батън (1909-1982), летец
- Сюзан Дьовоа (р.1964), състезателка по скуош
- Темуера Морисън (р.1960), киноартист
- Мириама Смит (р.1976), киноактриса
- Уейн Шелфорд (р.1957), ръгбист
- Алън Дъф (р.1950), писател